# Andy Walker
Andrew Martin Walker, detto Andy (Queens, 25 marzo 1955), è un ex cestista e allenatore di pallacanestro statunitense, professionista nella NBA.

## Carriera
Venne selezionato dai New Orleans Jazz al settimo giro del Draft NBA 1976 (111ª scelta assoluta).